# 古ラテン語
古ラテン語（こラテンご、英語: Early Latin、Archaic Latin、Old Latin）は、古典期より前のラテン語をいう。 
古ラテン語の特徴がみられる後代の作家として大カト（紀元前234年 - 紀元前149年）やプラウトゥス（紀元前3世紀 - 紀元前2世紀）があげられる。

## 特徴
- 格語尾の -os, -om （古典期には -us, -um になる）
- 二重母音の oi と ei （古典期には ū, oe と ī になる）
- 古典期に見られるロータシズムと呼ばれる母音間の s の変異（s > z > r）が起きていない

## アルファベット
古ラテン語では最初期は以下の21文字のアルファベット（ラテン文字）が使われた。下段には現在の字形を記している。これはほぼ西方ギリシア文字・初期のエトルリア文字（古イタリア文字）のアルファベットを踏襲した。ただしΘΞΦΨϺ(サン)の文字を取り除いている。C（Γの異体字形）は /g/ の音を表す。
| 𐌀 | 𐌁 | 𐌂 | 𐌃 | 𐌄 | 𐌅 | 𐌆 | 𐌇 | 𐌉 | 𐌊 | 𐌋 | 𐌌 | 𐌍 | 𐌏 | 𐌐 | 𐌒 | 𐌓 | 𐌔 | 𐌕 | 𐌖 | 𐌗 |
| A | B | C | D | E | F | Z | H | I | K | L | M | N | O | P | Q | R | S | T | V | X |

五つの母音字 (A, E, I, O, V) は長短両方を表したが、文字の綴りでは長短の区別はなかった。

### 母音字兼半母音字
母音字兼半母音字は二つの音価を持った：
- I は /i/ と /j/ の音を表す。
- V は /u/ と /w/ の音を表す[4]。

### 紀元前3世紀
紀元前3世紀になるとエトルリア語の影響により、C が /k/ の音を表す主要な文字となり、それまでの文字 K の使用は少数の語中で KA として残るのみとなった。また /g/ の音を区別して表すためにそれまでのCを元にして新たな G の文字が作られ、アルファベットの7番目の位置へ置き換えられた（それまでの Zは不要として取り除かれた）。

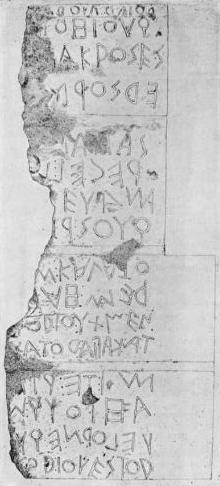
古ラテン語碑文、ただし1列は右から左、2列目は左から右、3列目は再び右から左へと交互に表記されている。

| A | B | C | D | E | F | G | H | I | K | L | M | N | O | P | Q | R | S | T | V | X |

## 最古の史料
文学上の史料が現れるのは前3世紀以降であるが、碑文や遺物に記された断片は前7世紀のものまで出土している。主な出土物を以下に挙げる。
- ローマ市のラピス・ニゲル遺跡から出土した石碑文。前5世紀頃と推定されている。
- プラエネステの留め金。黄金製のブローチに刻まれた刻文。前7世紀頃。古代プラエネステはローマ近郊の現パレストリーナ。ただし真贋論争がある。
- ガリリャーノの鉢（英語版）。イタリアのラーツィオ州とカンパーニャ州の境のガリリャーノ川の河口の神殿遺跡から発掘された鉢に刻まれた文字。前5世紀頃。
- ローマ市クイリナーレ丘で出土したDuenos inscription（英語版）